# Tertia
La  terza è la prima delle ore medie secondo la riforma liturgica adottata dalla Chiesa cattolica dopo il Concilio Vaticano II, ed è recitata verso le nove del mattino. Essa è basata su tre salmi e una lettura biblica.
Già in uso prima della riforma liturgica (era la seconda delle ore medie, dopo  l'ora prima), si celebra nel ricordo della discesa dello Spirito Santo sugli apostoli chiusi nel cenacolo il giorno di Pentecoste: i suoi inni (due a scelta) sono entrambi centrati sull'invocazione dello Spirito Santo. La sua struttura è quella valida per tutte le ore medie: un inno, l'antifona propria del tempo o del giorno del salterio, tre salmi, la lettura breve, un responsorio e l'orazione conclusiva.